# オフェク (装甲兵員輸送車)
オフェク 重装甲兵員輸送車（Ofek Heavy Armored Personnel Carrier, ヘブライ語: אופק）は、イスラエルで2015年に開発された装甲兵員輸送車で、余剰化した主力戦車であるメルカバ Mk.IIから砲塔を取り外し、兵員室を搭載した車両である。
名称の"オフェク"はヘブライ語で"水平線"を意味する語で、1980年代から同じくイスラエルで開発されている偵察衛星にもオフェクの名が付けられている。

## 概要

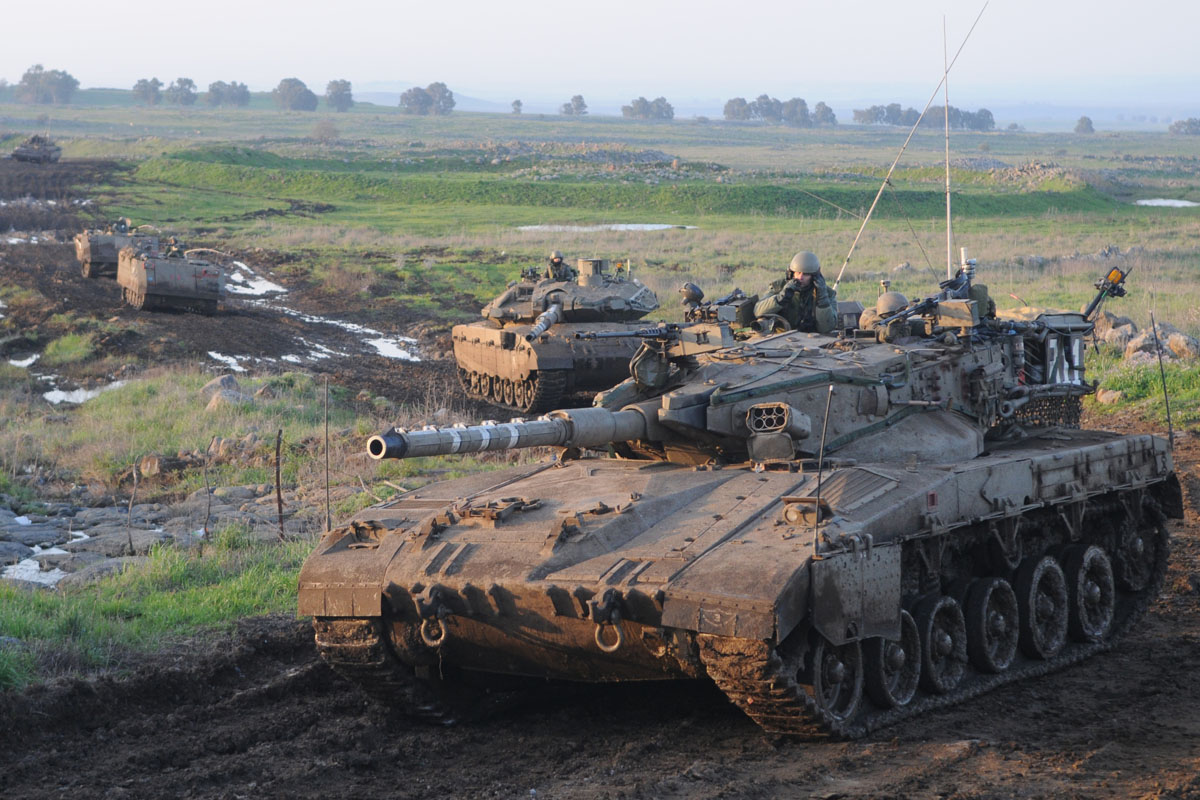
ベース車両のメルカバ Mk.II

イスラエル国防軍は余剰化したメルカバMk.IIを数百輌単位で保管しており、2015年にこれらの車両をベースに低コストの重装甲兵員輸送車を開発する事が計画された。これ以前にも、最終的にメルカバMK.IVの車体をベースに量産化されたナメル装甲兵員輸送車の開発時にもメルカバMk.IないしMk.IIの車体を用いた試作車両が開発されていたが、2015年に開発されたオフェク装甲兵員輸送車は、ベースになっているメルカバMk.IIの車体そのものにはほとんど改造を施さず、砲塔部分だけをすげ替える方式が取られている。
イスラエル軍では既に、前述のナメル、およびチラン5（アラブ諸国から鹵獲したT-55）をベースに改造したアチザリットを、戦車をベースに製造した重装甲の兵員輸送車として運用しているが、これらの車種が主に前線部隊の歩兵部隊で運用されるのに対し、オフェクはやや後方の支援部隊、例えば衛生兵部隊や救援部隊、物資の輸送部隊といったところでの運用が考えられている。現在こういった支援部隊では1960年代に開発されたアメリカ製のM113装甲兵員輸送車が引き続き使用されているが、M113は元々水上航行能力を考えて軽量のアルミ製車体を採用していることもあって地雷や仕掛け爆弾・対戦車ロケット弾などに対する防御力が十分でなく、イスラエル軍では増加装甲を装着するなどして対策がとられてきたが、1980年代以降には前線部隊のM113は重装甲のナグマショットやアチザリットに更新されており、オフェクは後方支援部隊で運用が継続されているM113系列を更新する目的であると見られる。オフェクの開発が進められた背景には、前年の"境界防衛作戦"の際、ガザ地区に侵攻したゴラニ歩兵旅団所属のM113装甲兵員輸送車が攻撃を受け、搭乗していた兵士7名が死亡した事例があるとされる。
オフェクの構造は前述のように、砲塔を取り外したメルカバMk.IIの車体に箱状の兵員室を搭載したもので、車体そのものにはほとんど手を加えないことで低コストでの改修を実現している。元のメルカバの車体の砲弾搭載スペースを乗員用スペースとしたことにより2名のクルーの他に10名の兵士が搭乗可能で、乗り降りは元々メルカバの車体後部に備えられているハッチをそのまま使用する。兵員室の周囲にはバーアーマー（ケージ装甲）が装備され、兵員室ルーフ上には7.62mm機関銃1挺を装備可能である。
搭載されるエンジンもメルカバMk.IIと同じ出力900馬力のコンチネンタル製AVDS-1790-6Aディーゼルエンジンで、エンジンが車体前方に搭載されておりエンジン自体を搭乗兵士を防御する構造物として使用している点も当然ながらメルカバと同様である。
オフェクの試作車両は2015年春にヨルダン渓谷で行われた演習において、第36機甲師団隷下の第7機甲旅団司令部の要員によってテストされ、良好な評価を得た。この演習ではイスラエル国防軍参謀総長のガディ・エイゼンコットも直接視察に訪れ、オフェクの運用状況を確認した。
いくつかの情報源によれば、イスラエル軍ではオフェクに準ずるメルカバMk.IIベースの派生車種を検討しているとのことである。これらは例えば地雷原の啓開車両や、監視用の車両などであるとみられている。